# Savoia Peak
Savoia Peak är en bergstopp i Antarktis. Den ligger i Västantarktis. Argentina, Chile och Storbritannien gör anspråk på området. Toppen på Savoia Peak är 1 415 meter över havet. Savoia Peak ingår i DuFief.
Terrängen runt Savoia Peak är varierad. Havet är nära Savoia Peak åt sydväst. Trakten är obefolkad. Det finns inga samhällen i närheten. 